# 광영중학교 여자 축구부
광영중학교 여자축구단(Gwangyeong Middle School Women's Football Club)은 대한민국의 중학교 여자 축구단이다.

## 참조 문서
- 거양엔지니어링 대표 300만원 상당 쌀 후원

## 같이 보기
- 광영중학교